# Anapa
Anapa (russisch Ана́па) ist eine Stadt mit 58.990 Einwohnern (Stand 14. Oktober 2010) und ein Kur- und Badeort am Schwarzen Meer in der Region Krasnodar im südlichen Russland.

## Geografie und Klima
Anapa liegt an den nordwestlichen Ausläufern des Kaukasus und an der Küste einer Schwarzmeerbucht, etwa 160 km westlich der Regionshauptstadt Krasnodar. Die nächstgelegenen Städte sind die Hafenstadt Noworossijsk und die Mittelstadt Temrjuk, beide etwa 50 km von Anapa entfernt. Aufgrund der Lage am Schwarzen Meer sowie der umgebenden Berge des Kaukasus herrscht in Anapa ein mildes, sehr warmes Klima mediterraner Art, mit durchschnittlicher Lufttemperatur von +2 °C für Januar und +23 °C für Juli sowie einer jährlichen Niederschlagsmenge von rund 550 mm. Im Winter sind allerdings Frostperioden mit Tiefstwerten von −20 °C und darunter möglich.

## Geschichte

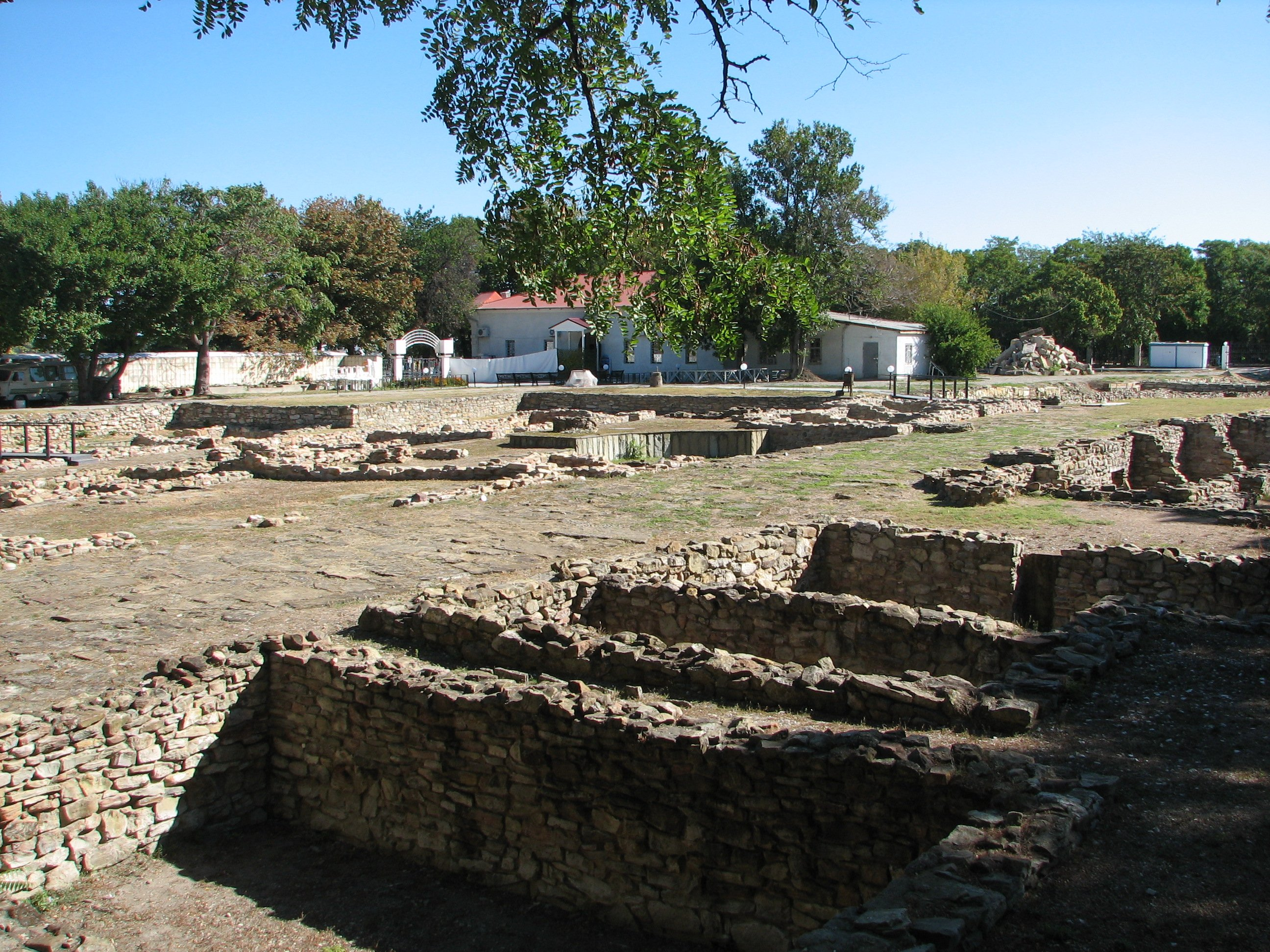
Reste von Gorgippa

Anapa entstand an der Stelle einer um 400 v. Chr. existenten antiken von griechischen Siedlern gegründeten Stadt namens Gorgippa, der Hauptstadt der Kimmerer. Vom 15. bis zum 18. Jahrhundert war die ehemalige Stadt in türkischem Besitz und diente seit 1781 als Festung. Der heutige Ortsname hat einen tscherkessischen Ursprung und existierte spätestens seit dem 18. Jahrhundert.
Im späten 18. sowie im 19. Jahrhundert wurde die Festung während der Türkenkriege mehrmals von den Truppen des Russischen Reichs eingenommen. Schließlich fiel die Festung mit dem umliegenden Ort 1829 gemäß dem Frieden von Adrianopel endgültig an Russland.

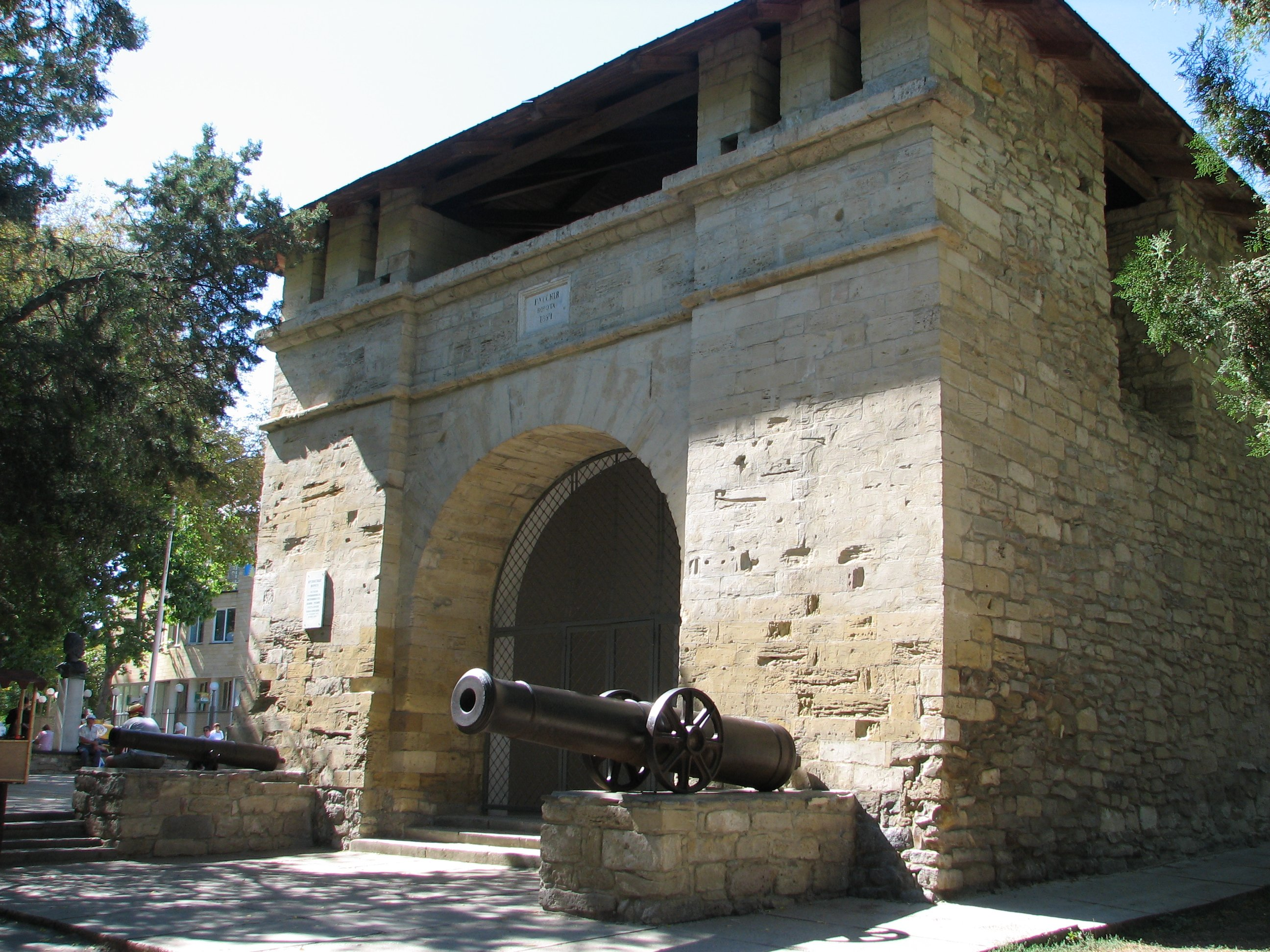
Stadttor von Anapa

1836 gründeten Kosaken östlich der Festung eine Staniza, die zunächst den Namen Nikolajewskaja nach dem damaligen Zaren Nikolaus I. trug. Mit einem Erlass vom 15. Dezember 1846 erhielt die Festung unter dem Namen Anapa Stadtrechte. Die Staniza wurde 1854 aufgelassen, aber 1862 unter dem Namen Anapskaja neugegründet. Sie gehört heute zum Stadtkreis.
Bis Ende des 19. Jahrhunderts betrieben die Einwohner Anapas vorwiegend Fischerei und Handel. Parallel dazu begann sich der Fremdenverkehr zu entwickeln, bedingt durch die klimatisch außerordentlich günstige Lage Anapas. 1866 wurde Anapa offiziell zu einer Kurstadt erhoben. Ende des 19. sowie Anfang des 20. Jahrhunderts entstanden hier mehrere Sanatorien für Erholungssuchende aus anderen Regionen Russlands. Der Ausbau des Kurwesens setzte sich auch nach der Oktoberrevolution und der Bildung der Sowjetunion fort.
Im Zweiten Weltkrieg wurde Anapa weitgehend verwüstet und war von 1942 bis 1943 von der deutschen Wehrmacht besetzt. In der Nachkriegszeit wurde die Stadt wiederaufgebaut und diente zu Sowjetzeiten als einer der bedeutendsten Schwarzmeerkurorte des Landes mit Schwerpunkt auf diversen Kindereinrichtungen wie etwa Sommercamps für Leninpioniere. Auch heute gilt Anapa neben Sotschi als beliebter Badeort des russischen Kaukasus.
Am 5. Mai 2011 wurde der Stadt vom damaligen russischen Präsidenten Dmitri Medwedew per Ukas der Ehrentitel „Stadt des militärischen Ruhms“ verliehen.

### Bevölkerungsentwicklung
| Jahr | Einwohner |
| ---- | --------- |
| 1897 | 6.944     |
| 1939 | 17.306    |
| 1959 | 19.602    |
| 1970 | 29.900    |
| 1979 | 40.119    |
| 1989 | 54.976    |
| 2002 | 53.493    |
| 2010 | 58.990    |

Anmerkung: Volkszählungsdaten

## Wirtschaft

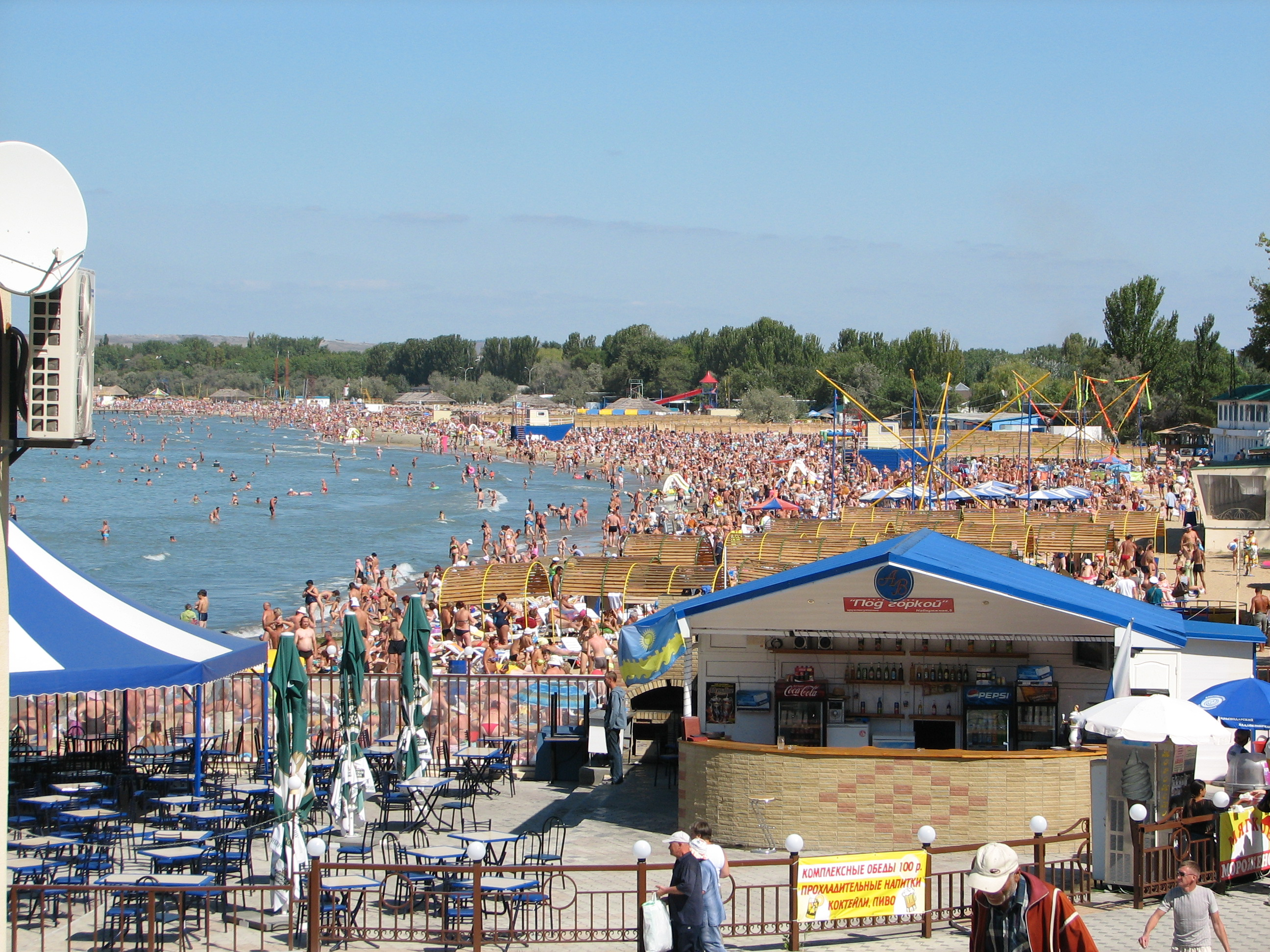
Schwarzmeerstrand in Anapa

Wirtschaftlicher Schwerpunkt in Anapa ist der Tourismus. Die Stadt hat per Saison etwa 4 Mio. Feriengäste. Sie gilt in Russland als typischer Familienbadeort mit mildem, annähernd mediterranem Klima und guten Verkehrsverbindungen ins gesamte Land. Der Ort hat einen Bahnhof sowie einen eigenen Flughafen, der auch im Winter täglich von der Aeroflot angeflogen wird.
Gegenwärtig hat Anapa große touristische Entwicklungspläne. Auf der 25 km nordwestlich der Stadt gelegenen Sandnehrung (5 mal 1,6 km) soll Anapa Nova hochgezogen werden. Die Planung sieht u. a. mehrere tausend Hotel- und Appartementbetten, ein Luxushotel im Hochhaus, dazu Einkaufszentrum, Villenquartier, Golfplatz, Bootsmarina und drei große Pieranlagen vor. Am Konzept beteiligt ist auch ein deutsches Planungskollektiv.
Im Oktober 2011 wurde Anapa vom „Internationalen Zentrum für Klima- und Spa-Behandlungen“ (FEMTEK) als „bester balneologischer Kurort der Welt“ ausgezeichnet.
Die Gegend um Anapa ist berühmt für ihren Weinbau. Industrie ist in der Stadt bis auf kleinere Nahrungsmittel- und Leichtbetriebe kaum vertreten. Es gibt ein Fleischkombinat, eine Milchfabrik und eine Bierbrauerei namens „Bogerhaus“. Städtebaulich ist Anapa seit dem späten 19. Jahrhundert schachbrettartig mit einem geometrischen Straßennetz angelegt.
Ab Tanapa verläuft seit 2020 die Erdgaspipeline Turkish Stream durch das Schwarze Meer in die europäische Türkei.

## Kultur und Sehenswürdigkeiten

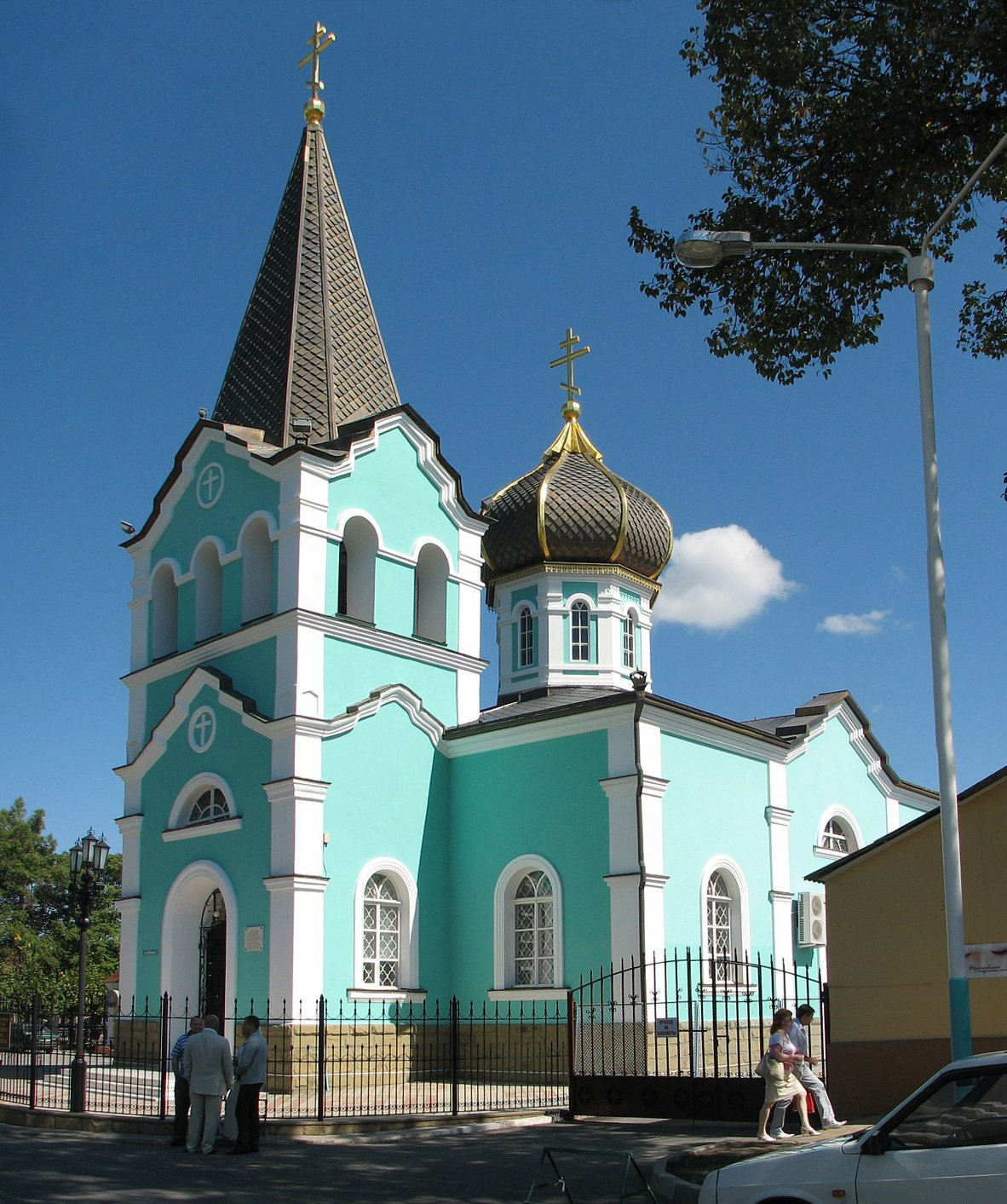
Russisch-orthodoxe Kirche zu Ehren des hl. Onophrios des Großen

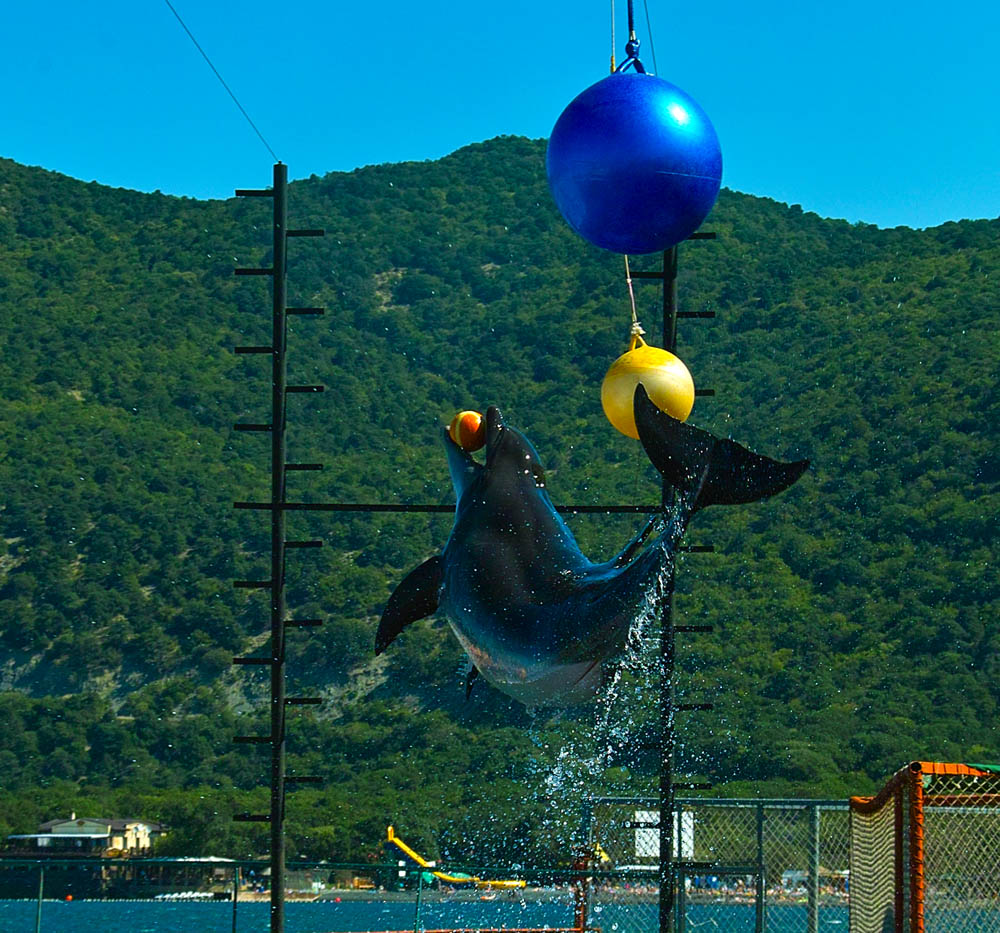
Delfin im Anaper Delfinarium

Es gibt ein Theater an der Krimskaja-Straße, welches im Sommer 2007 nach der Rekonstruktion und der Vollsanierung des „Hauses der Kultur“ eröffnet wurde. Jeden Herbst findet das Kinofestival „Kinoshock“ statt, an dem zahlreiche Fernseh- und Theaterschauspieler aus Russland und anderen GUS-Staaten teilnehmen.
Weiterhin hat Anapa 29 öffentlich zugängliche Bibliotheken sowie ein archäologisches Freilichtmuseum namens „Gorgippia“.
In Anapa steht die russisch-orthodoxe Kirche zu Ehren des heiligen Onophrios des Großen. Sie wurde in den Jahren 1830 bis 1837 erbaut und zählt zu den ältesten Kirchen im Kuban-Gebiet.
Eine weitere Sehenswürdigkeit ist das Anaper Delfinarium, welches im Jahr 1992 eröffnet wurde.
Jährlich Ende September findet in Anapa ein Kitesurfing-Festival statt.

## Söhne und Töchter der Stadt
- Jekaterina Nowikowa-Sarina (1837–1940), Schriftstellerin
- Michail Schatelen (1866–1957), Elektroingenieur und Hochschullehrer
- Igor Rostorozki (* 1962), Ringer
- Iwan Lewenez (* 1980), Fußballspieler
- Xenia Stolz (* 1989), deutsche Leichtathletin
- Wjatscheslaw Litwinow (* 2001), Fußballspieler